# Leves
Leves (latinsko ed. levis) so bili s kopji oboroženi spopadniki v vojski zgodnje Rimske republike. Običajno so bili iz najrevnejših slojev rimske družbe in si zato niso mogli privoščiti veliko vojaške opreme. Oboroženi so bili z več lahkimi metalnimi kopji. V legiji je bilo približno 300 levesov, ki za razliko od drugih vrst pehote niso imeli posebnih enot, ampak so bili po skupinah dodeljeni enotam težje oboroženih hastatov. Njihova glavna naloga na bojnem polju je bila nadlegovanje sovražnika z metanjem kopij in podpora težje oboroženi pehoti.  Podobno vlogo so imeli tudi akcenzi in rorariji.

## Zgodovina in razvoj
Leves so verjetno nastali iz starih najbolj revnih razredov vojske etruščanskih kraljev med reformo Marka Furija Kamila okoli leta 386 pr. n. št..  V bojni formaciji so stali za zelo veliko falango, ki je bila podobno oborožena kot leves. Njihova naloga je bila z metanjem kopij podpirati prednje vrste pehote in delovati kot zaščitnica. Med samnitskimi vojnami in po katastrofalnem porazu v bitki z galskim vojskovodjem Brenom so Rimljani spoznali, da so nasprotnikove manjše in bolj gibljive enote mnogo bolj primerne za razgiban teren srednje Italije kot njihova velika falanga.

### Kamilski sistem
Vojaški sistem, ki so ga Rimljani podedoval od Etruščanov, je bil v rabi do 4. stoletja pr. n. št., čeprav je bila njegova učinkovitost vprašljiva, saj je bil primeren samo proti manjšim lokalnim nasprotnikom. Ko Galci leta 390 pr. n. št. napadli Etrurijo, so njeni prebivalci zaprosili za pomoč Rimljane. Slednji so jim poslali majhen kontingent vojakov, kar je izzvalo splošen galski napad na Rim. Rimska vojska je bila v bitki pri Aliji popolnoma uničena. Poraz je spodbudil reformo rimske vojske, ki jo je izvedel Mark Furij Kamil. V novem sistemu so bili vojaki razvrščeni v razrede glede na njihovo premoženjsko stanje. Leves so skupaj z rorariji in akcenzi spadali med najrevnejše. Oboroženi so bili z več lahkimi kopji in preprostim okroglim ščitom s premerom okoli 90 cm. Večje pravokotna ščite (scutum) so včasih nosili tisti, ki so si jih lahko privoščili. Bojevali so se v ohlapni formaciji, pogosto pred začetkom bitke pred prvo bojno črto, kjer so z metanjem kopij nadlegovali nasprotnika.
V tako organizirani vojski leves niso imeli posebnih enot. K vsaki enoti hastatov je bilo priključenih 300 levesov. V odprti bitki so bili razporejeni pred prvo bojno črto, od koder so z metanjem kopij nadlegovali nasprotnika in ščitili napredovanje težje oboroženih hastatov in druge težke pehote. Za zaščito bokov in zasledovanje bežečega nasprotnika so bili zadolženi konjeniki (equites). Rorariji in akcenzi za zadnjo bojno črto so služili kot podpora in okrepitev razredčenih prednjih bojnih vrst.

### Polibijski sistem
Kamilska organizacija vojske je sčasoma postala neučinkovita, delno tudi zaradi relativno velikega števila lahko oboroženih enot, zato je bila sredi 3. stoletja pr. n. št. reorganizirana. V novem sistemu, ki ga je uvedel Polibij, je bilo nekaj vrst lahke pehote, med njimi tudi leves, ukinjenih in nadomeščenih z lahko oboroženimi spopadniki – veliti. Njihova oprema in vloga sta bili zelo podobni opremi in vlogi velitov.